# Peter Hollingworth
Peter  John Hollingworth OBE (* 10. dubna 1935 Adelaide) je australský anglikánský kněz. V letech 2001–2003 byl 23. generálním guvernérem Austrálie.
V 50. letech 20. století absolvoval povinnou vojenskou službu (National Service). Po základním výcviku pracoval v kanceláři kaplana, kde se rozhodl stát knězem. Vystudoval na univerzitě v Melbourne v roce 1960,stal se jáhnem a potom pastorem v St. Marie v Melbourne. Byl členem Bratrstva svatého Vavřince, kde pracoval pro chudé. Za tuto práci získal nejvyšší národní vyznamenání. Byl také ředitelem této organizace. V letech 1989-2001 byl arcibiskupem v Brisbane.
V květnu 2001 ministerský předseda John Howard oznámil jeho nominaci na post Generálního guvernéra Austrálie, slavnostní přísaha se konala 29. června téhož roku.
V Brisbane na konci roku 2001 v souvislosti s vyšetřováním sexuálního zneužívání nezletilých ve škole, bylo zjištěno, že škola patřila k diecézi, kde Peter Hollingworth působil a neučinil žádné kroky k objasnění této věci. S rostoucí kritikou ze strany médií nakonec z funkce generálního guvernéra Austrálie v květnu 2003 odstoupil.